# براندن جيمس
براندن جيمس (بالإنجليزية: Branden James)‏ هو مغني أمريكي، ولد في 19 يونيو 1978 في آناهايم في الولايات المتحدة.

## وصلات خارجية
- الموقع الرسمي